# Anna von Masowien (15. Jahrhundert)
Anna (* um 1450; † um 1480) war eine polnische Prinzessin und schlesische Fürstin. Sie entstammte dem Adelsgeschlecht der masowischen Piasten und heiratete in die Linie der Schlesischen Piasten ein.

## Leben
Anna war Tochter des Herzogs Bolesław IV. von Masowien († 1454) und der ruthenischen Prinzessin Barbara Aleksandrówna von Kiew.

## Ehe und Familie
Zwischen 1462 und 1468 heiratete sie Przemislaus II. von Teschen. Mit ihm hatte sie die Tochter Hedwig von Teschen, die Ehefrau des Woiwoden von Siebenbürgen Stephan Zápolya.
Ihr Ehemann verstarb 1477. Sie starb nach ihm, jedoch spätestens im Herbst 1480.